# Helmuth Nürnberger
Helmuth Nürnberger (* 19. Januar 1930 in Brüx, Tschechoslowakei; † 19. November 2017) war ein deutscher Germanist. Er galt als „der Doyen der Fontane-Forschung“.

## Leben
Helmuth Nürnberger studierte Philologie und Geschichte in Münster und in Hamburg. Der promovierte Germanist lehrte Neuere deutsche Literaturwissenschaft in Flensburg und in Hamburg. Er hat sich vor allem als profunder Kenner und Herausgeber der Werke von Theodor Fontane einen Namen gemacht. Seine erste Fontane-Monographie (Der frühe Fontane, 1967) fand so viel Aufmerksamkeit und Zustimmung, dass der Hanser-Verlag ihm die Edition der Werke, Schriften und Briefe Fontanes („Münchener Fontane-Ausgabe“) antrug (zusammen mit Walther Keitel).
Ein Standardwerk ist seine Geschichte der deutschen Literatur (inzwischen in 25. Auflage). Weiters hat er die Erzählungen von Gottfried Keller herausgegeben und über Joseph Roth und über Papst Johannes XXIII. publiziert.
Nürnberger war lange Vorsitzender der 1990 gegründeten Theodor Fontane Gesellschaft, später ihr Ehrenvorsitzender.

## Schriften
- Der frühe Fontane, 1967
- Theodor Fontane. Rowohlt-Bildmonographie, Reinbek 1968
- Joseph Roth. Rowohlt-Bildmonographie, 1981
- Johannes XXIII. Rowohlt-Bildmonographie, 1985
- Oswald von Wolkenstein. Rowohlt-Bildmonographie, 1986 (mit Karen Baasch)
- Fontanes Welt, 1997
- Geschichte der deutschen Literatur. Bayerischer Schulbuch-Verlag, 25., völlig neu bearbeitete Aufl. 2006
- Fontane-Lexikon. Namen – Stoffe – Zeitgeschichte. Hanser, München 2007 (mit Dietmar Storch)
- ‘Auf der Treppe von Sanssouci‘. Studien zu Fontane. Hrsg. von Michael Ewert und Christine Hehle. Würzburg: Königshausen & Neumann 2016. ISBN 978-3-8260-5771-7

## Als Mitherausgeber
- mit Walther Keitel: Theodor Fontane: Werke, Schriften, Briefe. Carl Hanser Verlag, München, 3. Aufl. 1990 ff.